# Regno di Lituania (1918)
Il Regno di Lituania fu una monarchia costituzionale di breve esistenza creata verso la fine della prima guerra mondiale, quando la Lituania era sotto occupazione tedesca. Il Consiglio della Lituania aveva dichiarato l'indipendenza il 16 febbraio 1918, evento che la Germania riconobbe il 23 marzo dello stesso anno. Quattro mesi dopo, il 4 luglio, il Consiglio della Lituania votò per offrire il trono al tedesco Duca Wilhelm di Urach, anche se questa fu una decisione travagliata che fece dimettere molti membri del Consiglio. Il Duca accettò l'offerta il 13 luglio 1918 e scelse di regnare con il nome di Mindaugas II. Il 2 novembre dello stesso anno il Consiglio cambiò la Costituzione, sostituendola con una repubblicana, ponendo pertanto fine al breve regno di re Mindaugas II.

## Storia

### Contesto storico
Dopo l'ultima spartizione della confederazione polacco-lituana nel 1795, la Lituania fu annessa all'impero russo. Nel 1915, durante la prima guerra mondiale, la Germania occupò parti occidentali dell'Impero russo, compresa la Lituania. Dopo la rivoluzione russa del 1917, la Germania concepì la strategia geopolitica della Mitteleuropa, una rete regionale di stati fantoccio che serviva da zona cuscinetto. I tedeschi permisero l'organizzazione della Conferenza di Vilnius, sperando proclamasse che la nazione lituana voleva staccarsi dalla Russia e stabilire una "relazione più stretta" con la Germania. Già nel settembre del 1917, la Conferenza elesse un Consiglio di Lituania composto da venti membri e lo autorizzò a negoziare l'indipendenza lituana con i tedeschi. I tedeschi si stavano preparando agli imminenti negoziati per il trattato di Brest-Litovsk e cercarono una dichiarazione dei lituani che volevano una "alleanza ferma e permanente" con la Germania. Tale dichiarazione fu adottata dal Consiglio della Lituania l'11 dicembre 1917. Tuttavia, queste concessioni crearono malumori in seno al Consiglio e non ottennero, vista la posizione incerta, il riconoscimento dalla Germania. Fu a seguito di nuove discussioni, stavolta più produttive, che il Consiglio partorì l'Atto di indipendenza il 16 febbraio 1918. Il proclama ometteva ogni menzione di alleanza con la Germania e dichiarava "la cessazione di tutti i legami che in passato legavano questo Stato ad altre nazioni". Il 3 marzo 1918, la Germania e la Russia bolscevica firmarono il trattato di Brest-Litovsk, sancendo che le nazioni baltiche si trovavano nella sfera di influenza teutonica e che i sovietici rinunciavano a qualsiasi rivendicazione territoriale su quell’area. Il 23 marzo, la Germania riconobbe ufficialmente la Lituania indipendente sulla base della dichiarazione dell'11 dicembre. Tuttavia, con il paese ancora occupato dalle truppe tedesche, il Consiglio non aveva ancora alcun potere effettivo e fu trattato come un comitato consultivo fino alla cessazione delle ostilità alla fine del 1918 con l'armistizio di Compiègne.

### Elezione

#### Candidati
Dall'inizio del 1918, i tedeschi si affrettarono ad esercitare la maggiore influenza possibile sul governo lituano, visto il malcontento generale che muoveva la popolazione contro Mosca. Tra i papabili sovrani, ad essere scelto fu il duca Guglielmo di Urach (ufficialmente Mindaugas II, sulla scia del primo re del Granducato di Lituania Mindaugas).
La corona della Lituania fu inizialmente offerta a Guglielmo II, imperatore tedesco e re di Prussia, dal comando militare dell'Ober Ost. Ciò avrebbe creato un'unione personale tra Lituania e Prussia. Una proposta alternativa richiedeva l'elezione del figlio minore di Guglielmo, il principe Gioacchino. Tali piani per l'espansione della già dominante Prussia protestante furono contrastati dai regni cattolici di Sassonia e Baviera. La Sassonia promosse il principe Friedrich Christian, secondogenito di re Federico Augusto III. Questa proposta ricordava i legami storici tra la Sassonia e la Lituania: la casata di Wettin aveva prodotto tre sovrani per la Confederazione polacco-lituana tra il 1697 e il 1763. Fu considerato anche un discreto numero di ulteriori candidati.
Tali piani furono visti dai lituani come una minaccia alla loro indipendenza. La situazione si incancrenì dopo un incontro tra alcuni funzionari tedeschi il 19 maggio, in cui furono discusse le condizioni che potevano reggere una "ferma e permanente alleanza" (tra baltici e teutonici), lasciando pochissima autonomia ai lituani. Si pensò di creare una monarchia costituzionale e nominare un candidato che preservasse, almeno sulla carta, l'indipendenza lituana. Il Consiglio della Lituania votò in modo informale il 4 giugno 1918: l'argomento del giorno, obbligatoriamente imposto dai tedeschi, riguardava l’istituzione di una monarchia ereditaria e, a seguire, l'eventuale invito di uno dei papabili sovrani, il duca Guglielmo di Urach. Questi fu suggerito da Matthias Erzberger, uomo che aveva collaborato con i lituani in Svizzera ed esperto di relazioni diplomatiche. La sua candidatura fu oggetto di discussione da marzo 1918 ai mesi successivi. Il Duca sembrava essere un candidato perfetto: cattolico, non in linea di successione con il regno di Württemberg a causa del matrimonio morganatico di suo nonno, non direttamente legato al casato di Hohenzollern e privo di relazioni con la Polonia. A causa di una prima esitazione dell'esercito tedesco elitario sul nome proposto, fu comunicata alla delegazione lituana la possibilità di incontrare il prescelto ad inizio luglio. Questi, insieme a suo figlio maggiore Carlo in qualità di erede, accettarono l'offerta senza porre condizioni. L'11 luglio, il Consiglio lituano effettuò una seconda votazione, stavolta avente valore ufficiale e che verteva sull’instaurazione o meno di una monarchia nello Stato baltico: vi furono 13 favorevoli, 5 contrari e 2 astenuti.

#### Condizioni

Re Mindaugas II di Lituania (al centro in divisa) e famiglia: il primogenito è quello più a sinistra in foto

Il Duca ricevette una proposta in dodici punti che ricordava i pacta conventa medievali. Il monarca aveva il potere esecutivo di nominare ministri, trasformare in legge le proposte governative e presiedere alle riunioni del Seimas con facoltà di voto. I ministri dovevano essere scelti dai parlamentari e poi riferiti al re in seduta pubblica dinanzi all'organo legislativo. Il re doveva rispettare la Costituzione, salvaguardare sull'indipendenza e sull'integrità territoriale della Lituania e consentire libertà di culto. La carica di sovrano diveniva incompatibile con qualunque altra. La lingua lituana diveniva quella ufficiale anche a livello giudiziario (contrariamente al passato): il re aveva la possibilità di espellere dalla corte funzionari stranieri. Il monarca e la sua famiglia erano obbligati a risiedere in Lituania, con l'opportunità di risiedere all'estero per non più di due mesi all'anno; i figli dovevano crescere e ricevere una propri formazione in Lituania. Diverse fonti testimoniano come il re avesse iniziato ad apprendere la lingua lituana e ad informarsi sulla storia e sulle tradizioni lituane, ma non mise mai piede in Lituania.
Alcuni autori hanno definito l’insieme di tutte queste condizioni quasi alla stregua di una Costituzione, ma ciò è opinabile. Il giurista lituano Michał Pius Römer la definì, salomonicamente, "una carta costituzionale in stato embrionale". Si tende a ritenere che l'insieme di queste norme, pur nell'apparenza semplici e talune di transizione, potesse rappresentare una buona base giuridica su cui sviluppato una (reale) Costituzione, se la monarchia non fosse stata abolita. Un progetto per una carta completa fu in seguito trovato in alcuni archivi della Germania, ma non fu mai discusso dal Consiglio della Lituania e finì per rimanere solo una bozza.

#### Dopo l'elezione
La proposta di monarchia fu controversa e creò una frattura tra i membri di destra e di sinistra del Consiglio della Lituania. La proposta fu fortemente sostenuta da Antanas Smetona, Jurgis Šaulys e alcuni sacerdoti cattolici. Quando la nuova forma di governo fu approvata, quattro membri del consiglio si dimisero in segno di protesta: Steponas Kairys, Jonas Vileišis, Mykolas Biržiška e Stanisław Narutowicz (in lituano noto come Stanislovas Narutavičius). Anche Petras Klimas votò contro, ma non si dimise. Per evitare seggi vuoti, il Consiglio fu rimpiazzato da sei nuovi membri: Martynas Yčas, Augustinas Voldemaras, Juozas Purickis, Eliziejus Draugelis, Jurgis Alekna e Stasys Šilingas. Il dibattito su monarchia costituzionale o repubblica democratica non era nuovo nel panorama lituano. In precedenza infatti, nel dicembre del 1917, il Consiglio votò sulle due opzioni appena indicate ottenendo 15 preferenze contro i 5 sostenitori della forma repubblicana. La maggioranza sosteneva che i lituani non fossero politicamente maturi per abbracciare una repubblica e che i tedeschi avrebbero più prontamente appoggiato una monarchia. Gli oppositori sostenevano che il Consiglio non aveva alcun diritto legale di determinare questioni fondamentali come quelle che saranno poi delegate alla futura Assemblea costituente di Vilnius.
I tedeschi non approvarono il nuovo re. Fu un colpo di scena di grande portata: essi sostenevano che il riconoscimento di Berlino della Lituania indipendente si basasse sull'intesa sottoscritta l'11 dicembre in cui si prevedeva di dare vita a un'alleanza politica con la Germania. Conseguentemente, in virtù di un rapporto di sudditanza che si sarebbe dovuto instaurare, i baltici non avrebbero avuto il diritto di eleggere unilateralmente un nuovo monarca. Si protestò anche sul nome del Consiglio della Lituania, rinominato in Consiglio di Stato della Lituania poco prima dell'approvazione di Mindaugas II. Il Consiglio venne incontro a quest’ultima richiesta, ma fu intransigente sul suo nuovo re. La stampa lituana fu censurata (del resto a tale operazione il Paese era abituato) in modo da non far filtrare alcuna notizia sul nuovo re, mentre quella tedesca criticò all'unanimità le scelte politiche dei baltici. Quando il Lietuvos aidas, il quotidiano del Consiglio, rifiutò di non stampare un articolo che annunciava il nuovo re, il giornale fu chiuso per un mese. Le relazioni con l'Impero tedesco rimasero tese fino all'ottobre del 1918. L'elezione, inoltre, danneggiò ulteriormente la reputazione del Consiglio, già raffigurato nello scenario internazionale come un burattino degli Imperi centrali dalle potenze alleate. Non mancarono le posizioni di chi, segretamente, confidava in una sconfitta della Germania, per far sì che fosse possibile apparire al resto d'Europa come uno Stato sovrano slegato dalla sfera di influenza dei teutonici e dell'Unione Sovietica. Questa spaccatura si acuì ulteriormente nelle ultime settimane del conflitto globale.

### Repubblica democratica
Mentre l'Impero tedesco stava perdendo la guerra, i lituani poterono beneficiare di una maggiore libertà d'azione. Il 20 ottobre 1918, il cancelliere Massimiliano di Baden, ribadì il riconoscimento della Lituania indipendente, promettendo di convertire l'amministrazione militare tedesca in un governo civile per consentire ai lituani di subentrare una volta che ne avessero sufficienti capacità. Dopo aver ricevuto questa notizia, il Consiglio della Lituania si riunì il 28 ottobre per discutere una costituzione provvisoria e la formazione del governo. Poiché nessun progetto o bozza era stato preparato in anticipo, queste decisioni dovevano essere prese dal Consiglio durante la sessione e questo processo durò diversi giorni. Le riflessioni verterono anche sul sovrano regnante, portando la maggioranza dei politici a chiedere l’abdicazione di Mindaugas II. Le uniche preoccupazioni riguardavano la possibilità di rapporti diplomatici incrinati con i tedeschi, ma fu un rischio che, a detta del Consiglio, valeva la pena correre. Il Duca Guglielmo si dimostrò disponibile ad abbandonare il trono. Per questo motivo, il 2 novembre, il Consiglio sospese l'invito a questi per fargli acquisire pieni poteri ufficialmente, lasciando la decisione finale alla futura Assemblea costituente della Lituania. Più tardi, nello stesso giorno, il Consiglio adottò la prima carta costituzionale provvisoria, in cui non veniva specificata la forma di governo. Venivano semplicemente indicate le mansioni a cui era adibito il provvisorio esecutivo, il quale avrebbe operato fino a quando l'Assemblea costituente non avesse assunto la decisione definitiva.
La decisione finale assunta portò a scegliere la repubblica; lo Stato lituano operò in maniera autonoma per poco più di un mese, a causa dell’occupazione sovietica che portò alla creazione della RSS lituana. La forma di governo monarchica non fu mai più presa in considerazione dalle assemblee costituenti di epoche successive.